# 東坡路駅
東坡路駅（とうはろえき、中国語：東坡路站、英語：Dongpo Road Station）は成都市青羊区中環路青羊大道段にある、成都地下鉄7号線の駅。2017年6月2日に開業。工事期間中の仮駅名は「光華村駅」。近くを走る「東坡路」という道路名に因んで名づけられた。

## 歴史
- 2014年5月14日 - 駅主要構造が完成[3]。
- 2017年12月6日 - 開業[1]。

## 駅構造
島式ホーム1面2線の地下駅。
| 地上      |                                 | 出入口                          |  |
| 地下 一階 | 駅ロビー                        | 安全検査、券売機、駅売店        |  |
| 地下 二階 |                                 | ■7号線 外回り （次の駅:龍爪堰） |  |
| 地下 二階 | 島式ホーム                      |                                 |  |
| 地下 二階 | ■7号線 内回り （次の駅:文化宮） |                                 |  |

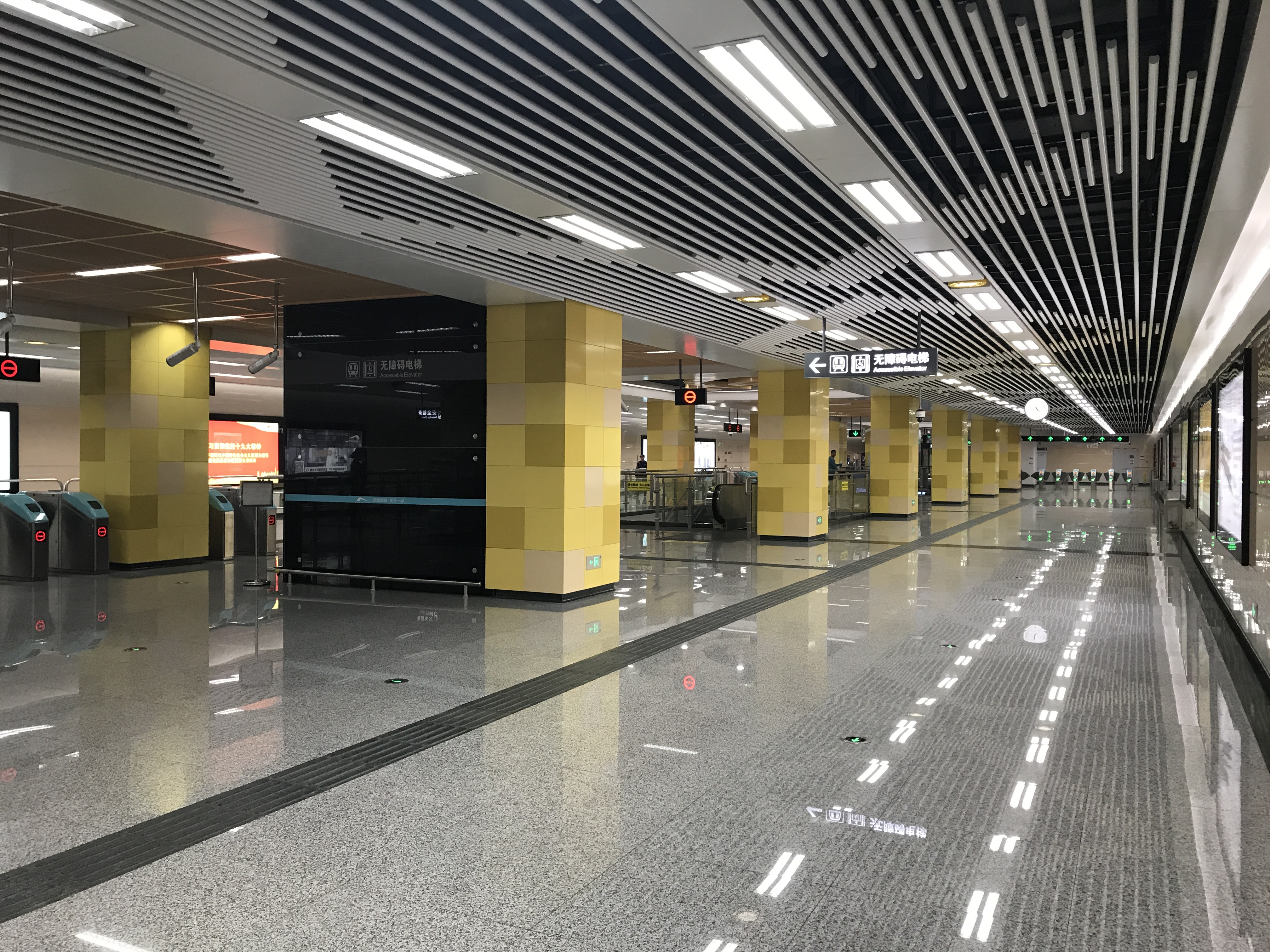
一階通路
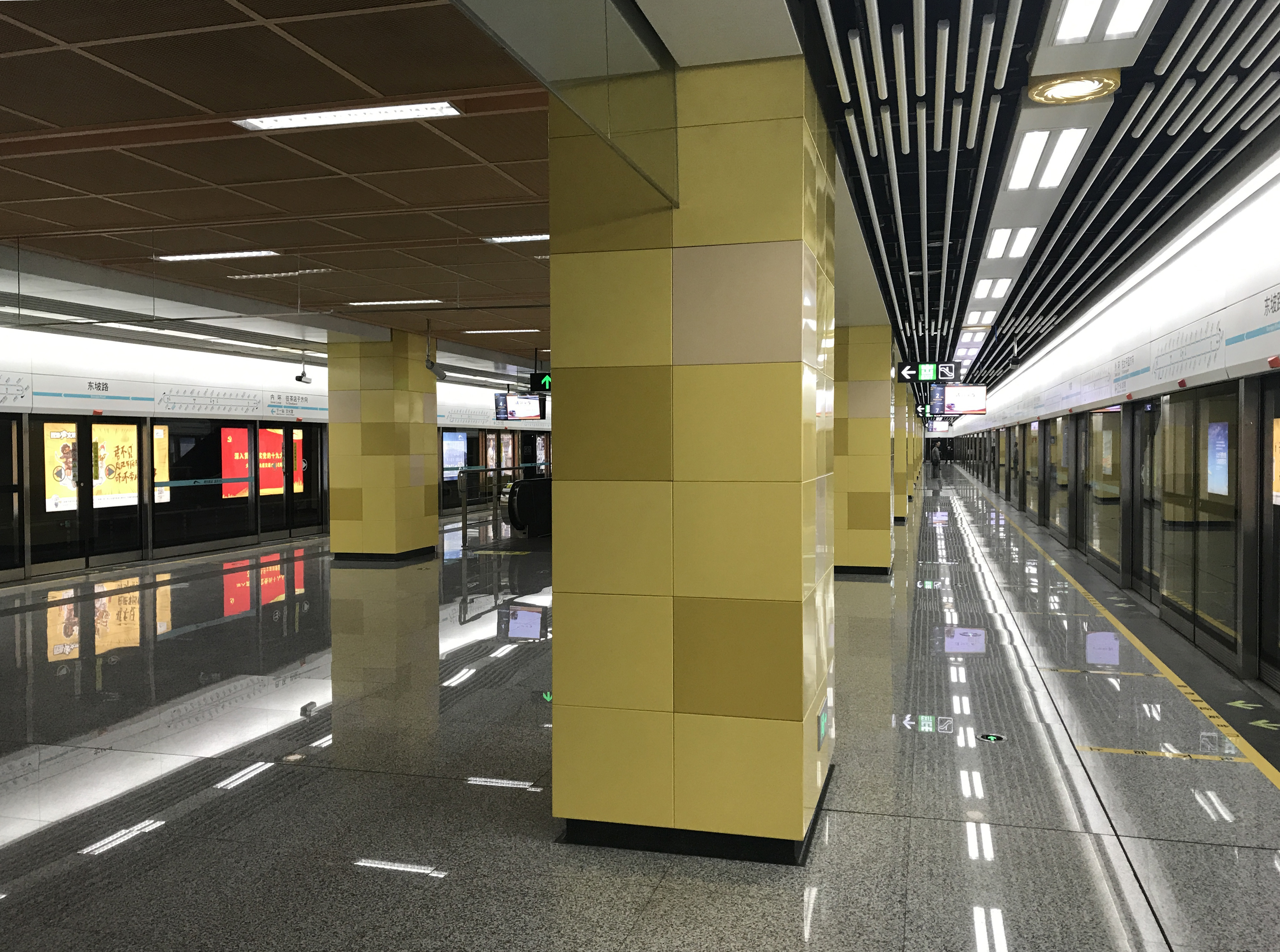
ホーム

## 出入口
出入口は5つ設計されているが、2018年現在は3つ開放されている。
|                                               |      |                  |                                              |
| 出入口番号                                    | 設備 | 場所             | 出入口周辺                                   |
| 出口 · A                                      |      | 中環路青羊大道段 | 成都市花園（国際）小学、光華派出所、成都花園 |
| 出口 · B                                      |      | 家園路           | 中華家園、四川行政財貿管理幹部学院           |
| 出口 · C                                      |      | 中環路青羊大道段 | 水木光華、優品道廣場                         |
| 注： エレベーター \| 車椅子の昇降台 \| トイレ |      |                  |                                              |

## 隣の駅
成都地下鉄
■7号線
龍爪堰駅 - 東坡路駅  - 文化宮駅